# Sort (film)
|  | Denne artikel er oprettet af botten Steenthbot ud fra en ekstern database. Den kan derfor have sproglige fejl eller mangler. Denne skabelon kan fjernes efter kontrol af indholdet. |

 For alternative betydninger, se Sort (flertydig). (Se også artikler, som begynder med Sort)
Sort er en dansk kortfilm fra 2014 instrueret af David Adler.

## Handling
Vestfronten, sommeren 1916. To danskere i tysk tjeneste strander i et bombekrater. De nærmer sig hinanden, mens de afventer enten redning eller et angreb. Dødsangst og kedsomhed smelter sammen - kan håb og kærlighed overleve krigen?